# Nergena (Boxtel)
Nergena is een buurtschap in de Nederlandse gemeente Boxtel, gelegen tussen Boxtel en Haaren. Er bevindt zich een aantal boerderijen aan de rondlopende gelijknamige straat, evenals een opleidingscentrum voor politiepaarden en een camping. Verder voeren diverse wandel-, fiets- en skateroutes door deze buurtschap.
De naam Nergena wordt wel verklaard als verwijzend naar nergentna, een weg die nergens naartoe liep.
Dorpen: Boxtel · Esch · Lennisheuvel · Liempde

Buurtschappen en gehuchten: Den Berg · Hal · Heult · Hezelaar · Kasteren · Kinderbos · Kleinder-Liempde · Langenberg · Luissel · Nergena · Roond · Schorvert · Selissen · Tongeren · De Vorst · Vrilkhoven

Noord-Brabant: Steden en dorpen      Nederland: Provincies · Gemeenten